# Церковь Святого Михаила (Мюнхен)
Иезуитская церковь Святого Михаила (нем. Jesuitenkirche St. Michael) на Нойхаузерштрассе (нем. Neuhauser Straße) в Мюнхене — в своё время одна из главных цитаделей Контрреформации. Её начали строить в 1583 году, но строительство прервалось падением одной из башен, так что храм был освящён только в 1597 году. Однако судьба всё равно не пощадила его — в ноябре 1944 года он был разрушен бомбежкой, но всё же восстановлен в 1947—1948 годах. Фасад храма больше похож на средневековую ратушу — в основном из-за острого треугольного фронтона, на вершине которого находится фигура Иисуса. У входа в церковь стоит бронзовая статуя архангела Михаила, которая была создана еще в конце XVI века. Кроме того, в нишах находятся 15 статуй покровителей этого собора.
Похоронены в соборе:
- Богарне, Эжен де (1824);
- Августа Амалия Баварская (1851);
- Людвиг II (1886);
- Отто I (1916).